# MAP1LC3A
MAP1LC3A (англ. Microtubule-associated proteins 1A/1B light chain 3A) — белок клеточной системы аутофагии, продукт гена человека MAP1LC3A . Является ортологом белка дрожжей Atg8.

## Структура
Белок состоит из 121 аминокислоты, молекулярная масса 14,3 кДа.

## Функции
Белки MAP1A и MAP1B являются белками, связанными с микротрубочками, и обеспечивают физическое взаимодействие между микротрубочками и компонентами цитоскелета. MAP1A и MAP1B представляют собой субъединицы тяжёлые цепи, каждая из которых может связываться с несколькими лёгкими цепями (LC1, LC2, LC3). Лёгкая цепь MAP1LC3A (LC3) может взаимодействовать с обеими тяжёлыми цепями.
Убиквитин-подобный белок, который вовлечён в формирование аутофагосом. LC3 играет роль в удлинении мембраны фагофора, тогда как белки подсемейства GABARAP/GATE-16 являются критическими на более поздней стадии при созревании аутофагосомы.